# Ринодермы
Риноде́рмы (лат. Rhinodermatidae) — семейство бесхвостых земноводных, обитающих в Южной Америке. До 2013 года входили в состав семейств Leptodactylidae и Cycloramphidae.

## Описание
Общая длина представителей этого семейства колеблется от 2 до 4 см. Наблюдается половой диморфизм: самки крупнее самцов. По своему строению похожи на жаб и свистунов. Отличаются наличием на морде своеобразного нароста наподобие рога. Окраска спины преимущественно коричневого, буроватого цветов. Брюхо светлее.

## Образ жизни
Населяют скалистую, горную местность, встречаются достаточно высоко в горах. Ведут полуводный образ жизни, питаются различными беспозвоночными.

## Размножение
Это яйцекладущие земноводные. Самцы заботятся о потомстве — переносят во рту или боковых резонаторах головастиков к воде, или держат их в резонаторах до метаморфоза.

## Распространение
Обитают в Чили и Аргентине.

## Классификация
На октябрь 2018 года в семейство включают 2 рода и 3 вида:
- Insuetophrynus Barrio, 1970
  - Insuetophrynus acarpicus Barrio, 1970
- Rhinoderma Duméril & Bibron, 1841
  - Rhinoderma darwinii Duméril & Bibron, 1841
  - Rhinoderma rufum Philippi, 1902